# Palau Güell
Palau Güell är ett monument i Spanien.   Det ligger i provinsen Província de Barcelona och regionen Katalonien, i den östra delen av landet, 500 km öster om huvudstaden Madrid. Palau Güell ligger 23 meter över havet.
Terrängen runt Palau Güell är platt söderut, men åt nordväst är den kuperad. Havet är nära Palau Güell åt sydost. Närmaste större samhälle är Barcelona, 1,7 km nordväst om Palau Güell. 